# 倉田栄喜
倉田 栄喜（くらた えいき、1949年11月13日 - ）は、日本の弁護士（登録番号：20227、熊本県弁護士会）、政治家。元衆議院議員（3期）。公明党に所属した。熊本県労働委員会公益委員（会長代理）を務めた。熊本県天草郡河浦町（現・天草市）出身。

## 経歴
- 1980年 - 創価大学法学部法学科を卒業し（同期に山本栄二在トロント総領事・一宮忠男ヤマダ電機社長）、鹿島建設入社[3]。
- 司法試験に合格し、弁護士となる。新麹町法律事務所を経て、倉田栄喜法律事務所を開設[3]。
- 1990年 - 沼川洋一から地盤を引き継ぎ、第39回衆議院議員総選挙熊本1区で公明党から出馬し、初当選。
- 1994年 - 羽田孜内閣自治政務次官。
- 1995年 - 明日の内閣行政改革副大臣
- 1996年 - 第41回衆議院議員総選挙比例九州ブロック当選（新進党）
- 1998年 - 新党平和に参加
- 2000年
  - 2月 - 衆議院議員法務委員会理事
  - 6月 - 第42回衆議院議員総選挙不出馬